# Arthonia pyrrhuliza
Arthonia pyrrhuliza är en lavart som beskrevs av Nyl. Arthonia pyrrhuliza ingår i släktet Arthonia och familjen Arthoniaceae.   Inga underarter finns listade i Catalogue of Life.